# Mothership Connection
Mothership Connection es el cuarto álbum del grupo de funk estadounidense Parliament, publicado en 1975. Se trata de un álbum conceptual en el que aparece buena parte de la Mitología P-Funk relacionada con Parliament y Funkadelic. Este disco es el primero de Parliament en contar con Maceo Parker y Fred Wesley, que habían dejado la banda de James Brown (The J.B.'s) ese mismo año. "Mothership Connection" se convirtió en el primer disco de oro y posteriormente de platino de Parliament.
Gracias a su éxito comercial y popular llegó a considerarse el álbum más influyente en la historia del funk, con Give Up The Funk y Mothership Connection convirtiéndose en canciones icono del funk, junto a Maggot Brain, Flash Light y Knee Deep, entre otras del colectivo Parliament-Funkadelic. Muchos músicos (especialmente Dr. Dre y Snoop Dogg) han realizado samples a partir de las canciones de este álbum y otros del mismo estilo.

## Lista decanciones
| Lado 1 | |                                                     |          |  |
| N.º    | Título | Escritor(es)                                        | Duración |  |
| 1.     | «P-Funk (Wants to Get Funked Up)» (Publicado como un sencillo-Casablanca NB852) | George Clinton, William E. Collins, Bernard Worrell | 07:41    |  |
| 2.     | «Mothership Connection (Star Child)» (Publicado como un sencillo-Casablanca NB864 bajo el nombre "Star Child (Mothership Connection)". No incluye la parte de "Swing Down, Sweet Chariot".) | G. Clinton, W. E. Collins, B. Worrell               | 06:13    |  |
| 3.     | «Unfunky UFO» | G. Clinton, W. E. Collins, Garry Shider             | 04:23    |  |
| 17:77  | |                                                     |          |  |

| Lado 2 | |                                                       |          |  |
| N.º    | Título | Escritor(es)                                          | Duración |  |
| 1.     | «Supergroovalisticprosifunkstication (The Thumps Bump)» (Publicado en el lado 2/B de "Star Child (Mothership Connection)")                  | G. Clinton, W. E. Collins, B. Worrell, G. Shider      | 05:03    |  |
| 2.     | «Handcuffs» (Publicado en el lado 2/B del sencillo "Do That Stuff" (Casablanca NB871) del álbum siguiente; "The Clones of Dr. Funkenstein") | G. Clinton, John McLaughlin, Glenn Goins              | 03:51    |  |
| 3.     | «Give Up the Funk (Tear the Roof off the Sucker)» (Publicado como un sencillo-Casablanca NB856)                                             | G. Clinton, W. E. Collins, B. Worrell, Jerome Brailey | 05:46    |  |
| 4.     | «Night of the Thumpasorous Peoples» (Publicado en el lado 2/B de "P- Funk (Wants to Get Funked Up)")                                        | G. Clinton, W. E. Collins, G. Shider                  | 05:10    |  |
| 19:61  | |                                                       |          |  |

| Bonus Track de la Remasterización de 2003. | |                                       |          |  |
| N.º                                        | Título | Escritor(es)                          | Duración |  |
| 1.                                         | «Star Child (Mothership Connection)» (Versión sencillo de "Mothership Connection", "Swing Down, Sweet Chariot" está en el lado 2/B de Flash Light (Casablanca NB909) de "Funkentelechy Vs. The Placebo Syndrome") | G. Clinton, W. E. Collins, B. Worrell | 03:08    |  |
| 03:08                                      | |                                       |          |  |

## Personal
Vocales, Palmas
- George Clinton
- Calvin Simon
- Clarence "Fuzzy" Haskins
- Ray Davis
- Grady Thomas
- Garry Shider
- Glen Goins
- Bootsy Collins
- Gary Cooper
- Debbie Edwards
- Taka Kahn
- Archie Ivy
- Bryna Chimenti
- Rasputin Boutte
- Pam Vincent
- Debra Wright
- Sidney Barnes

Vientos
- Fred Wesley
- Maceo Parker
- Michael Brecker
- Randy Brecker
- Boom
- Joe Farrell

Guitarras
- Garry Shider
- Michael Hampton
- Glen Goins
- Bootsy Collins

Bajo
- Bootsy Collins
- Cordell Mosson

Batería y percusión
- Tiki Fulwood
- Jerome Brailey
- Bootsy Collins
- Gary Cooper

Teclados, sintetizadores
- Bernie Worrell

Producido por George Clinton

## Posiciones en las listas
Billboard Music Charts
- 1976	Pop Albums	 No. 13
- 1976	Black Albums	 No. 4
- 1976	Tear The Roof Off The Sucker (Give Up The Funk)	 Pop Singles No. 15
- 1976	Tear The Roof Off The Sucker (Give Up The Funk)	 Black Singles No. 5